# Иодид титана(IV)
Иодид титана(IV) — неорганическое соединение, соль металла титана и иодоводородной кислоты с формулой TiI4, красно-коричневые кристаллы, растворяется в холодной воде, реагирует с горячей водой.

## Получение
- Реакция иода и титана:

{\displaystyle {\mathsf {Ti+2I_{2}\ {\xrightarrow {400^{o}C}}\ TiI_{4}}}}
- Реакция иода и карбида титана:

{\displaystyle {\mathsf {TiC+2I_{2}\ {\xrightarrow {}}\ TiI_{4}+C}}}
- Растворение хлорида титана(IV) в избытке концентрированной иодоводородной кислоты:

{\displaystyle {\mathsf {TiCl_{4}+4HI\ {\xrightarrow {250^{o}C}}\ TiI_{4}+4HCl}}}
- Взаимодействие диоксида титана и йодида алюминия:

{\displaystyle {\mathsf {3TiO_{2}+4AlI_{3}\ {\xrightarrow {t}}\ 3TiI_{4}+2Al_{2}O_{3}}}}

## Физические свойства
Иодид титана(IV) образует красно-коричневые кристаллы кубической сингонии, параметры ячейки a = 1,202 нм, Z = 8.
Растворяется в холодной воде, реагирует с горячей водой.

## Химические свойства
- Разлагается при нагревании:

{\displaystyle {\mathsf {TiI_{4}\ {\xrightarrow {550-1100^{o}C}}\ Ti+2I_{2}}}}
- Реагирует с горячей водой:

{\displaystyle {\mathsf {TiI_{4}+3H_{2}O\ {\xrightarrow {100^{o}C}}\ TiO(OH)_{2}\downarrow +4HI}}}
- реагирует с серной кислотой:

{\displaystyle {\mathsf {3TiI_{4}+5H_{2}SO_{4}\ {\xrightarrow {}}\ 3TiOSO_{4}\downarrow +6I_{2}\downarrow +2S\downarrow +5H_{2}O}}}
- Реагирует с щелочами:

{\displaystyle {\mathsf {TiI_{4}+4NaOH\ {\xrightarrow {}}\ TiO(OH)_{2}\downarrow +4NaI+H_{2}O}}}
- С иодидами щелочных металлов образует гексаиодотитанаты:

{\displaystyle {\mathsf {TiI_{4}+2KI\ {\xrightarrow {200^{o}C}}\ K_{2}[TiI_{6}]}}}